# Deinacrida
Deinacrida  (англ.) — род крупных прямокрылых насекомых из семейства Anostostomatidae. Входит в сборную не таксономическую группу прямокрылых носящих название уэта. Ареал — Новая Зеландия. Род включает около 10 бескрылых видов, некоторые из которых являются самыми тяжёлыми в мире насекомыми. Представляют собой яркий пример островного гигантизма. Некоторые представители этого рода достигают в длину более 7 см и 70 г веса.
Бескрылые толстотелые насекомые. Обитают, как правило, в древесном ярусе, но яйца откладывают в почву. Ведут ночной образ жизни, питаются растительной пищей, листьями, фруктами, грибами, изредка насекомыми. Пронотум шире головы. Простернум несёт два шипа. Одна пара шипиков расположена дистально на средних голенях.

## Систематика
- Deinacrida carinata
- Deinacrida connectens
- Deinacrida elegans
- Deinacrida fallai
- Deinacrida heteracantha
- Deinacrida mahoenui
- Deinacrida parva
- Deinacrida pluvialis
- Deinacrida rugosa
- Deinacrida talpa
- Deinacrida tibiospina